# Zosterop del Kilimanjaro
El zosterop del Kilimanjaro (Zosterops eurycricotus) és un ocell de la família dels zosteròpids (Zosteropidae).

## Hàbitat i distribució
Habita la selva tropical de la regió del Mont Kilimanjaro, al nord-est de Tanzània.

## Taxonomia
Ha estat classificada com una subespècie de Zosterops poliogastrus però avui es considera una espècie diferent arran els treballs de Pearson et al. 2017